# Jean IX
Jean IX, né à Tivoli en 840, est le 116e pape de l'Église catholique romaine. Il règne de janvier 898 au 26 mars 900. Il réhabilite la mémoire du pape Formose et assure son autorité sur les pays slaves.

## Contexte historique
Jean IX succède au pape Théodore II mais surtout Formose qui fera l'objet, après sa mort, du concile cadavérique, sous le règne du pape Étienne VI : l'élection de Formose est remise en cause, le corps déterré puis jugé devant le synode avant d'être dépouillé des insignes papaux. Théodore II donnera à Formose une tombe décente. La mémoire de Formose sera restaurée par Jean IX.

## Jeunesse
Il est le fils de Rampoald. Il entre dans les ordres des Bénédictins et est ordonné prêtre par le pape Formose.

## Pontificat
À l'époque, différentes factions règnent sur Rome : les ennemis de Formose tentent de faire élire Serge, qui finalement deviendra plus tard le 119e pape (Serge III). Jean IX est élu peut-être en raison du soutien du duc de Spolète, permettant ainsi à Jean IX de maintenir sa position et de faire expulser puis excommunier Serge. Jean IX est reconnu pour avoir été une personne intelligente et modérée. Il tient plusieurs synodes durant son règne (898–900) ; il fait donc condamner le concile cadavérique, d'Étienne VI et brûler les acta.
Sous Jean IX les ré-ordinations sont interdites mais les membres du clergé dégradés par Étienne VI sont rétablis à leur rang. Il maintient l'interdiction de changer de siège épiscopal : ainsi aucun évêque ne peut devenir Évêque de Rome et accéder au trône de saint Pierre. Parlant des païens, il recommande « ramenez-les (dans le giron de l'Église) par la douceur et la raison et non par la force des armes. »
Lors d'un synode à Ravenne, Jean IX décrète qu'un arrêt doit être donné aux violences des factions romaines. Afin de conserver leur indépendance, menacée par les Allemands, les Slaves de Moravie font appel à Jean IX afin qu'ils aient leur propre hiérarchie : il ne tient pas compte des lettres allemandes qui tentent de le dissuader d'écouter les Slaves et sanctionne plusieurs consécrations faites au sein de l'Église de Moravie.
Jean IX confirmera les privilèges de l'abbaye de mont Cassin.
Il est enterré juste à l'extérieur de la basilique de Constantin à Rome.